# Industriebrücke Ivry–Charenton
Die Industriebrücke Ivry–Charenton (französisch Passerelle industrielle d’Ivry-Charenton) ist eine Brücke, die Hochspannungsleitungen  und eine Fernheizungsleitung aus dem Heizkraftwerk der CPCU – Compagnie Parisienne de Chauffage Urbain in Ivry-sur-Seine über  die Seine nach Charenton-le-Pont im Département Val-de-Marne unmittelbar südlich von Paris führt. Für Fußgänger gibt es außen an die Brücke angebaute Gehwege; Radfahrer können den Gehweg auf der flussaufwärtigen Seite über Rampen erreichen.

## Beschreibung
Die Brücke ist ein seltenes Exemplar einer vollständig aus Stahlbeton hergestellten Fachwerk-Auslegerbrücke mit einem Einhängeträger, also eine Gerberträgerbrücke, die sonst nur als eiserne oder stählerne Brücken vorkommen.
Sie ist insgesamt 214,26 m lang und 5,60 m breit; dazu kommen die beiden 2 m breiten Gehwege. Die Hauptöffnung hat einen Pfeilerachsabstand von 134,63 m, das linke Feld ist 47,32 m und das rechte Feld ist 32,30 m weit. Die beiden Pylone, die die Brücke tragen, sind 24,50 m hoch, gerechnet ab den Pfeilersockeln im Wasser. Die beiden bunkerartigen Türme an den äußeren Enden der Brücke dienen als Gegengewicht und Niederhalter gegenüber dem Gewicht des Hauptfeldes. Für die elektrischen Leitungen ist ein sechszelliger Hohlkasten aus Beton vorgesehen. Ein Fernwärmerohr wurde auf den Kasten offen aufgelegt.
Sie gilt als die Stahlbetonbrücke mit der größten Spannweite.

## Geschichte
1926 beschlossen die Pariser Eisenbahngesellschaft und vier Elektrizitätsunternehmen, eine Brücke für ihre elektrischen Leitungen zu bauen. Die Ausschreibung gewann mit großem Abstand die Société générale d’entreprises mit der Auslegerbrücke. Die Bauarbeiten dauerten von 1926 bis 1930.